# Verhandeling op d’onacht der moederlyke tael in de Nederlanden

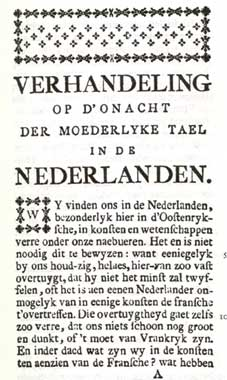
Eerste pagina van de Verhandeling op d’onacht der moederlyke tael in de Nederlanden (1788) door Jan Baptist Verlooy

De Verhandeling op d’onacht der moederlyke tael in de Nederlanden is een manifest geschreven in 1788 door de Brabantse jurist en politicus Jan Baptist Verlooy. In het manifest klaagt de auteur de overheersing van de Franse taal in de Zuidelijke Nederlanden aan en pleit hij voor de erkenning van het Nederlands als volwaardige taal. Verlooy beschouwde het Nederlands immers als de taal van de burgerlijke vrijheid in tegenstelling tot de verfransende elite van het ancien régime. Verlooy pleitte onder meer voor een algemene spelling en onderwijs in het Nederlands. Enkel zo kon het Nederlands opnieuw een wetenschapstaal worden. Ook moesten er opnieuw toneelvoorstellingen in het Nederlands gegeven worden om het Nederlands als cultuurtaal te bevorderen.
Verlooy publiceerde de verhandeling anoniem te Maastricht omdat hij onder streng toezicht stond van de Oostenrijkse bewindvoerders.
Het manifest wordt beschouwd als het eerste theoretische geschrift dat de noodzaak van een Vlaamse Beweging aantoonde en de opwaardering van het Nederlands tot op de hoogte van andere cultuurtalen, vooral het Frans, als doelstelling had.

Nooit is onze tael eenig aendagt verleent van 't hooggezag. Nog hoogschool van Loven nog onze Brusselsche Academi' hebben haer ooit meer gedaen, als niet verworpen, onze schryfwys' is nog niet gevestigt [...]. Laet ons gezamentlyke Nederlanders, schoon wy van staet geschyden zyn, ons ten minsten in de Nederlandsche konsten aenzien als gevaderlanders en gebroeders. [...] Begin-maer, doe-maer iet, hoe wynig het ook zy, doe-maer zien dat Gy verlangt, ook onze tael geëert te zien: en zy zal 't wezen.

Het document wordt bewaard in het AMVC-Letterenhuis in Antwerpen.
De volledige tekst is te raadplegen op de website van de DBNL.